# Leucania exanthemata
Leucania exanthemata là một loài bướm đêm trong họ Noctuidae.